# Hans Bjarne Thomsen
Hans Bjarne Thomsen (* 28. September 1957 in Kyōto, Japan) ist ein dänischer Kunsthistoriker.

## Leben und Wirken
Hans Bjarne Thomsen ist das zweite Kind der dänischen Missionare Harry (1928–2008) und Ene Marie Thomsen. Sein älterer Bruder Erik (* 1956) ist Inhaber einer Galerie für japanische Kunst in New York, seine jüngere Schwester Inger Sigrun Brodey (* 1965) ist Literaturwissenschaftlerin.
Hans Bjarne Thomsen wuchs in Japan und Dänemark auf. In den Vereinigten Staaten studierte er ab 1978 am Colorado College und graduierte 1981 zum Bachelor of Arts in englischer Literatur und Chemie. Außerdem studierte er Japanologie am Middlebury College und danach in Deutschland an der Ruprecht-Karls-Universität Heidelberg Kunstgeschichte Ostasiens. 2001 bis 2003 forschte er mit einem Fulbright-Stipendium in Japan. (S. 42) Ab 2004 studierte er japanische Kunstgeschichte und Archäologie an der Princeton University, wo er 2006 den Ph.D. erhielt. Danach war er Assistant Professor an der University of Chicago und Forschungsmitarbeiter am Anthropology Department des Field Museum of Art in Chicago.
2007 wurde er Professor am Kunsthistorische Institut der Universität Zürich. Bis 2023 leitete er den Lehrstuhl für Kunstgeschichte Ostasiens, seit 2023 ist er Privatrechtlicher Professor.
Hans Bjarne Thomsen kuratierte Ausstellungen in den Vereinigten Staaten, in der Schweiz, in Deutschland und in Japan. (S. 7–9) Seit 2009 leitet er das Projekt „Hidden Treasures Outside East Asia“, das japanische Kunstgegenstände im Besitz von Schweizer Museen bekannt machen soll.
Hans Bjarne Thomsen ist verheiratet und hat fünf Kinder.

## Auszeichnungen
- 2019: Orden der Aufgehenden Sonne (Stufe Gold Rays with Rosette, Offizier) für die Förderung der kulturellen Beziehungen zwischen der Schweiz und Japan[2][10]

## Schriften
- (Hrsg.): Japanische Holzschnitte aus der Sammlung Ernst Grosse. Ausstellungskatalog. Haus der Graphischen Sammlung des Augustinermuseum, 30. Juni 2018 bis 30. September 2018. Imhof, Petersberg 2018, ISBN 978-3-7319-0659-9.
- mit Erich Gross (Hrsg.): Das Haiku-Surimono. Sammlungs-Album des alten Baimin. Band 1. Edition abcdefghijklmnopqrstuvwxyz, Diessenhofen 2019, ISBN 978-3-03858-713-2.
- mit Ralph Harb: Frühe Fotografien aus Niederländisch-Indien. In: Andreas Zangger, Ralph Harb (Hrsg.): Ferne Welten – fremde Schätze. Ethnografische Objekte und frühe Fotografien aus Niederländisch-Indien. Ausstellungskatalog. Museum Heiden, 19. Juni 2020 bis 29. November 2020. Edition clandestin, Biel 2020, ISBN 978-3-907262-03-0, S. 84–145.
- Japan zur Zeit Philipp Franz von Siebold. In: Philipp Franz von Siebold (1796–1866). Sammler und Japanforscher. Akamedon, Pfaffenhofen an der Ilm 2022, ISBN 978-3-940072-35-1, S. 107–140.
- mit Heinz Kroehl (Hrsg.): Der Atem Japans. Geschriebene und gemalte Poesie. Hirmer, München 2022, ISBN 978-3-7774-3934-1.

Beitrag: Geschriebene und gemalte Kunst. Zwischen Innovation und Tradition. S. 51–70.
- mit Susanne Pollack (Hrsg.): Lines from East Asia. Japanese and Chinese Art on Paper. Ausstellungskatalog. Graphische Sammlung ETH Zürich, 17. August 2022 bis 13. November 2022. Imhof, Petersberg 2022, ISBN 978-3-7319-1252-1.
- mit Elisa Ambrosio, Francine Giese, Alina Martimyanova (Hrsg.): China and the West. Reconsidering Chinese Reverse Glass Painting. Konferenzschrift. De Gruyter, Berlin/Boston 2022, ISBN 978-3-11-071177-6.
- mit Judith Rauser (Hrsg.): Made in Japan. Farbholzschnitte von Hiroshige, Kunisada und Hokusai. Ausstellungskatalog. Kunstmuseum Basel, 16. März 2024 bis 21. Juli 2024. Deutscher Kunstverlag, Berlin 2024, ISBN 978-3-422-80183-7.
- (Hrsg.): Moving Art. East Asian Objects and Their Journeys to the West (= Zurich Studies in the History of Art. Nr. 23). De Gruyter, Berlin 2024, ISBN 978-3-11-042629-8.